# Edsvägrarschismen
Edsvägrarschismen är den händelse där framträdande jakobiter, särskilt präster inom Engelska kyrkan, vägrade avlägga tro- och huldhetsed till den nye regenten Vilhelm III. Vilhelm III:s tillträde möjliggjordes genom den revolutionen 1688 då  Jakob II avsattes.

## Motivering
Edsvägrarna betraktade Jakob II som den rättmätige konungen, med förnekande av undersåtars rätt till motstånd mot monarken (non-resistance-doktrinen), och ville åt Vilhelm III endast inrymma en usurperad makt, liknande den Cromwell innehaft. Deras läror framkallade en vidlyftig polemisk litteratur. Regeringen sökte först genom biskop Burnet försona dem med den nya regeringen; när dessa försök strandade, avsattes de (från 1690) från sina ämbeten.

## Edsvägrarna
Bland edsvägrarna märktes sju framträdande biskopar (Seven Bishops), kyrkohistorikern Jeremy Collier, historieprofessorn Henry Dodwell och amiralitetssekreteraren Samuel Pepys. Ärkebiskop Sancroft och övriga edsvägrande biskopar gjorde anspråk på att representera den sanna kyrkan i England. Deras anhängare bildade längre fram en sammanslutning där man  genom nyvigning av biskopar, sammanhållen till den siste edsvägrande biskopens död, 1805. Först 1875 anses den siste edsvägraren ha avlidit.

## De sju biskoparna

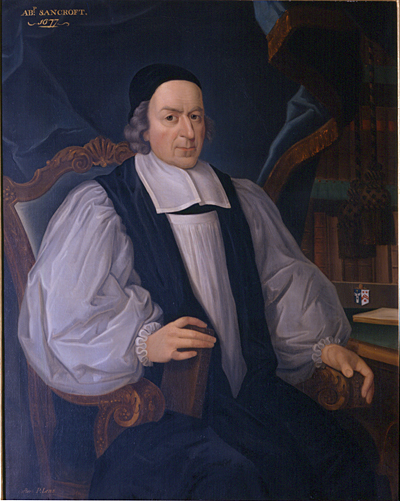
William Sancroft, ärkebiskop av Canterbury
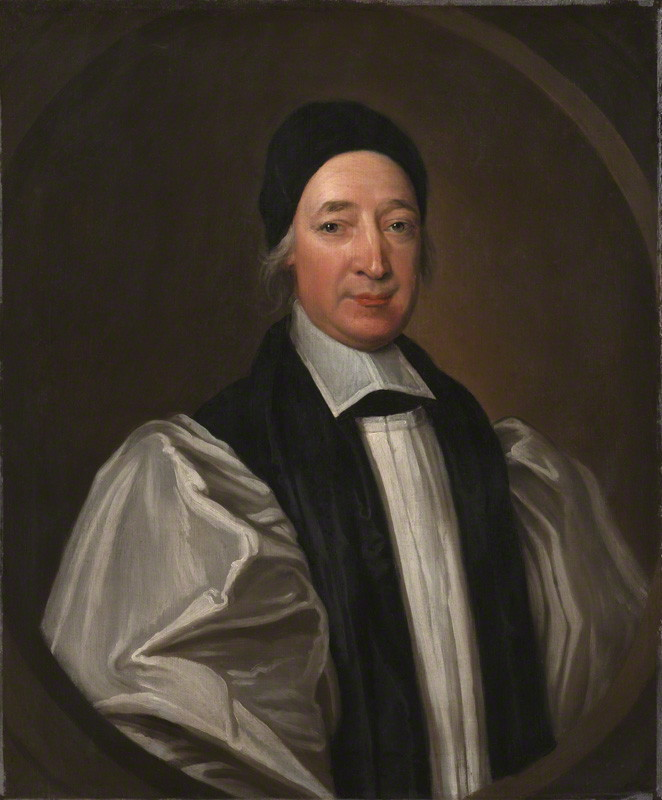
Thomas Ken, biskop av Bath och Wells
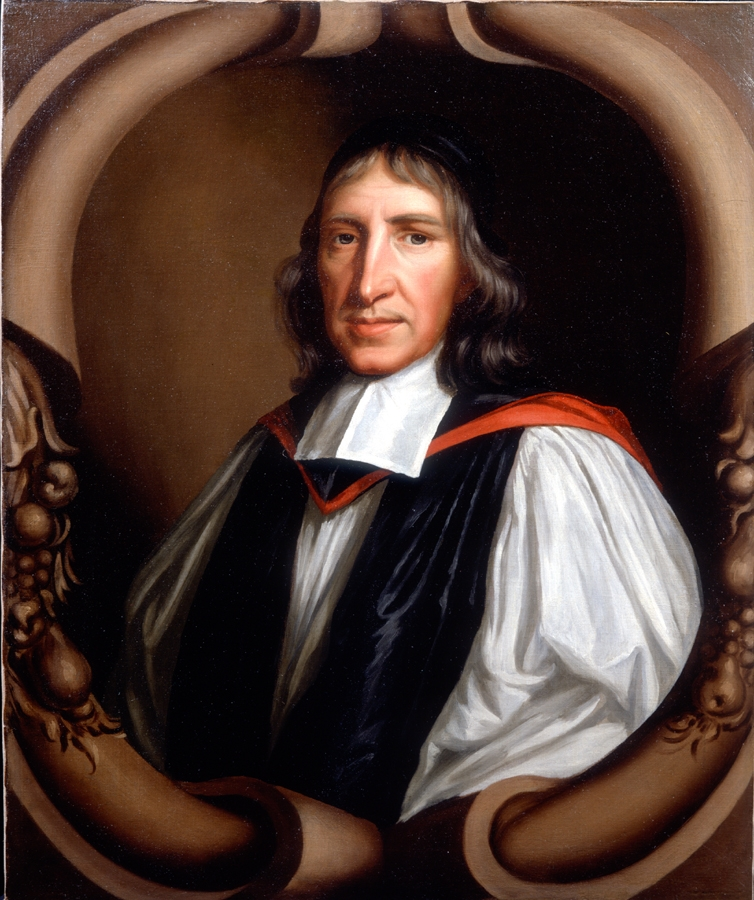
John Lake, biskop av Chichester
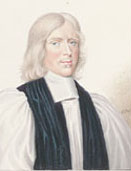
William Lloyd, biskop av St Asaph
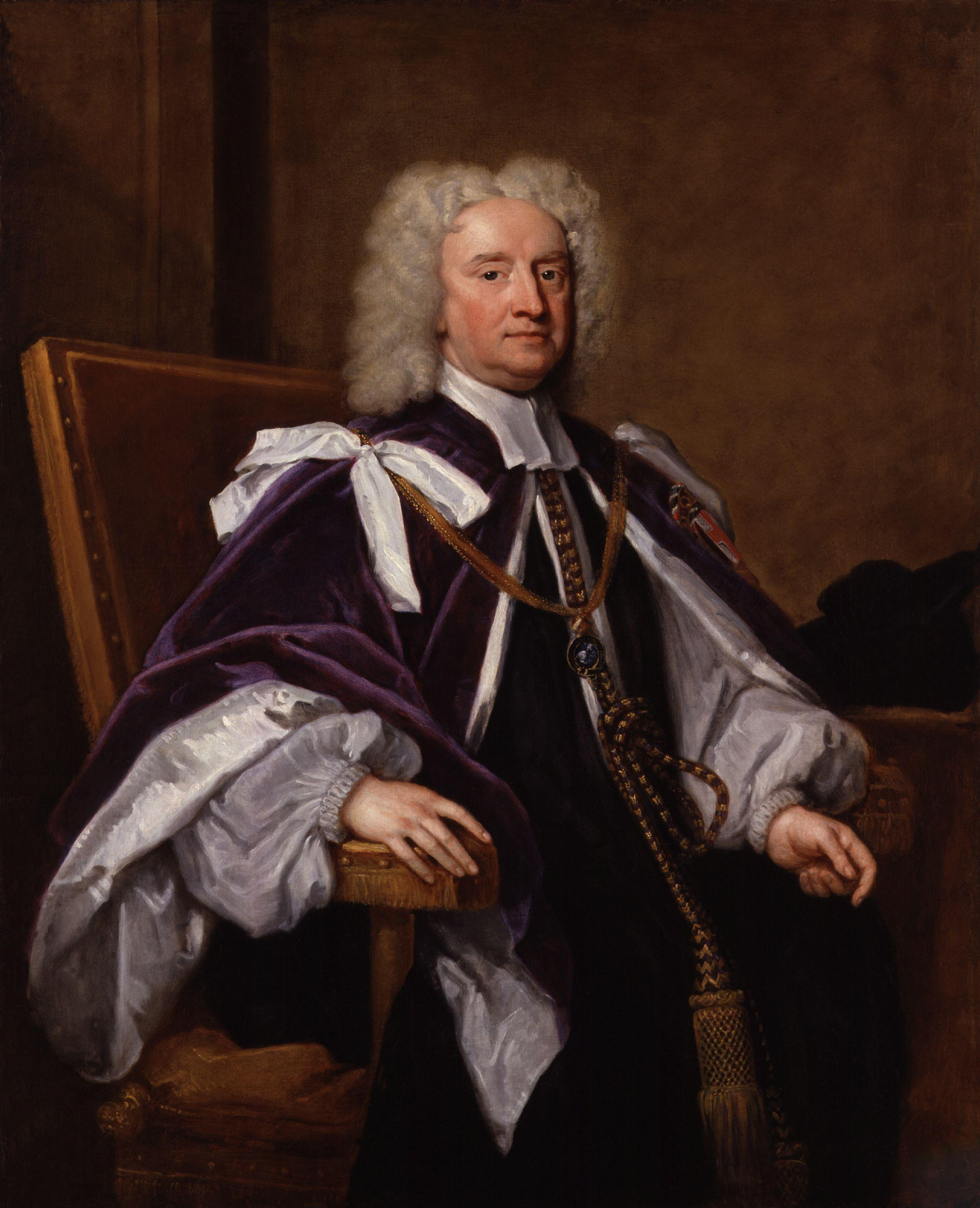
Jonathan Trelawny, biskop av Bristol
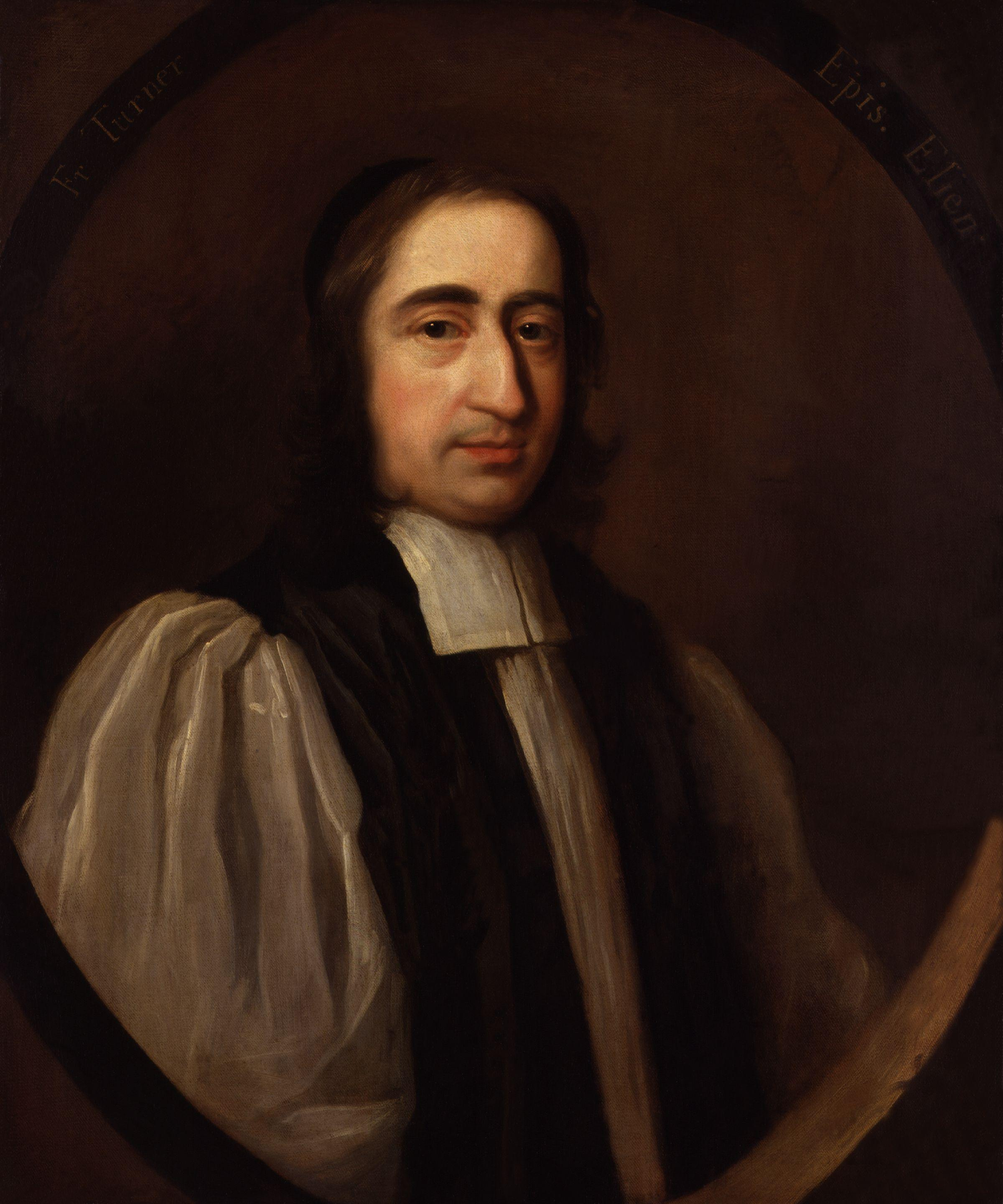
Francis Turner, biskop av Ely
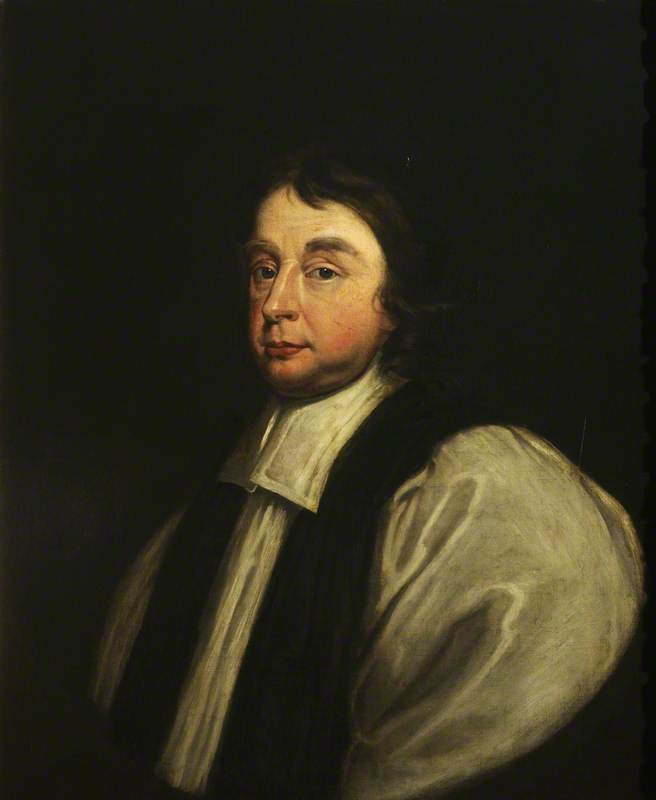
Thomas White, biskop av Peterborough

### Webbkällor
Den här artikeln är helt eller delvis baserad på material från Nordisk familjebok, Non-jurors, 1904–1926.

### Översättning
Den här artikeln är helt eller delvis baserad på material från engelskspråkiga Wikipedia, tidigare version.